# Siwert
Siwert (Sv) (wym. [s-iwert]), jest jednostką pochodną układu SI wielkości fizycznych odnoszących się do działania promieniowania jonizującego na organizmy żywe:
- dawki równoważnej[1],
- dawki skutecznej,
- obciążającej dawki równoważnej,
- obciążającej dawki skutecznej.

Nazwa jednostki pochodzi od nazwiska Rolfa Maximiliana Sieverta, szwedzkiego fizyka, pioniera badań nad pomiarem dawek promieniowania i ich skutków biologicznych.

## Przedrostki
Siwert jest względnie dużą jednostką – u człowieka już po przekroczeniu dawki skutecznej 1 Sv promieniowania gamma dla całego ciała może wystąpić ostry zespół popromienny, potencjalnie prowadzący do śmierci. Dlatego też stosuje się mniejsze jednostki używając przedrostków SI: milisiwerty (1 mSv=10-3 Sv) i mikrosiwerty (1 μSv=10-6 Sv).